# مجموعه شرکت تعاونی داورآباد
مجموعه شرکت تعاونی داورآباد مربوط به اوایل دوره پهلوی است و در شهرستان آرادان، روستای داورآباد واقع شده و این اثر در تاریخ ۲۵ اسفند ۱۳۸۰ با شمارهٔ ثبت ۵۶۵۲ به‌عنوان یکی از آثار ملی ایران به ثبت رسیده‌است.